# یونگ کی
یونگ کی (کره‌ای: 강영현؛ زادهٔ ۱۹ دسامبر ۱۹۹۳) خواننده اهل کره جنوبی است.